# Anas Sarwar
Anas Sarwar, né le 14 mars 1983 à Glasgow, est un homme politique écossais qui est chef du parti travailliste écossais depuis 2021. Il est membre du Parlement écossais (MSP) pour la région de Glasgow depuis 2016, après avoir été député de Glasgow Central de 2010 à 2015. Idéologiquement, il s'identifie comme un Brownite.
Né à Glasgow de parents musulmans pakistanais, Sarwar fait ses études à la Hutchesons' Grammar School indépendante et étudie la dentisterie générale à l'Université de Glasgow. Il travaille à Paisley en tant que dentiste jusqu'à ce qu'il soit élu député de Glasgow Central aux élections générales de 2010, lorsqu'il succède à son père à la retraite, Mohammad Sarwar. Pendant son séjour à la Chambre des communes, il est chef adjoint du Parti travailliste écossais de 2011 à 2014.
Sarwar perd son siège au profit du Parti national écossais (SNP) lors des élections générales de 2015. Après avoir quitté Westminster, il est élu lors des élections du Parlement écossais de 2016 sur la liste régionale de Glasgow. Après avoir été battu lors de l'élection à la direction du Parti travailliste écossais de 2017 par Richard Leonard (en), il est élu chef du Parti travailliste écossais lors de l'élection à la direction de 2021. Sarwar dirige les travaillistes écossais aux élections du Parlement écossais de 2021, qui voient les travaillistes écossais revenir dans l'opposition avec deux députés travaillistes de moins qu'aux élections précédentes. Il est battu par la première ministre sortante Nicola Sturgeon à Glasgow Southside mais est réélu sur la liste régionale de Glasgow.

## Jeunesse et carrière
Sarwar est né le 14 mars 1983 à Glasgow de Perveen et Mohammad Sarwar, tous deux musulmans pakistanais ,. Il est le plus jeune de quatre enfants et fait ses études à la Hutchesons' Grammar School, une école indépendante de Glasgow. Il est diplômé de l'Université de Glasgow avec un diplôme en dentisterie générale en 2005, devenant dentiste généraliste du NHS à Paisley jusqu'en 2010, date à laquelle il est élu député. Sarwar devient membre du Scottish Labour à l'âge de 16 ans et est membre exécutif du Scottish Young Labour . Il rejoint ensuite le Parti coopératif, Fabian Society, les syndicats Unite et Community et le groupe de pression Progress, dont il est vice-président ,.

## Carrière politique

### Élection du Parlement écossais de 2007
Pour l'élection du Parlement écossais de 2007, Sarwar est choisi pour se présenter comme le candidat numéro un de la liste régionale pour la région de Glasgow . Il est membre du Labour's Scottish Policy Forum, qui est chargé de rédiger le manifeste du Parti travailliste écossais pour cette élection. Sa tentative d'entrer à Holyrood échoue lors des élections lorsque les travaillistes perdent le contrôle du Parlement écossais pour la première fois .

### Député: 2010-2015
Sarwar est élu aux élections générales de 2010 en tant que député de Glasgow Central, succédant à son père Mohammad Sarwar ; qui est le tout premier député musulman au Royaume-Uni et augmente la majorité précédemment détenue . Il est élu par ses collègues pour siéger au Comité restreint du développement international. Il s'intéresse à la politique étrangère et au développement international, avec des domaines spécifiques de préoccupation comme la Palestine et le Cachemire . Il est également coprésident du groupe parlementaire multipartite sur la lutte contre la corruption et membre du comité du projet de loi sur la réforme de la protection sociale . En janvier 2013, Sarwar reçoit le prix de la personnalité politique de l'année aux British Muslim Awards .
En 2013, Sarwar adopte une ligne ferme en attaquant à la fois la «taxe sur la chambre» et le gouvernement écossais pour son incapacité à atténuer ses pires effets. Lors d'un vote sur son abrogation, Sarwar est au Pakistan, prononçant un discours devant des étudiants de l'Université Hajvery, et est donc jumelé à un député conservateur, annulant les deux votes. Il est critiqué pour son absence par le SNP .
En 2014, Sarwar est critiqué pour avoir choisi d'envoyer son fils à la Hutchesons' Grammar School, une école indépendante et la même école qu'il a lui-même fréquentée, plutôt qu'une école publique.
Du 5 novembre 2014 au 8 mai 2015, Sarwar est le ministre fantôme travailliste pour le développement international . En janvier 2015, il reçoit le prix Spirit of Britain lors des British Muslim Awards de cette année-là . Aux élections générales de 2015, il perd son siège à Glasgow Central au profit d'Alison Thewliss du Parti national écossais (SNP).

### Chef adjoint du Parti travailliste écossais: 2011-2014

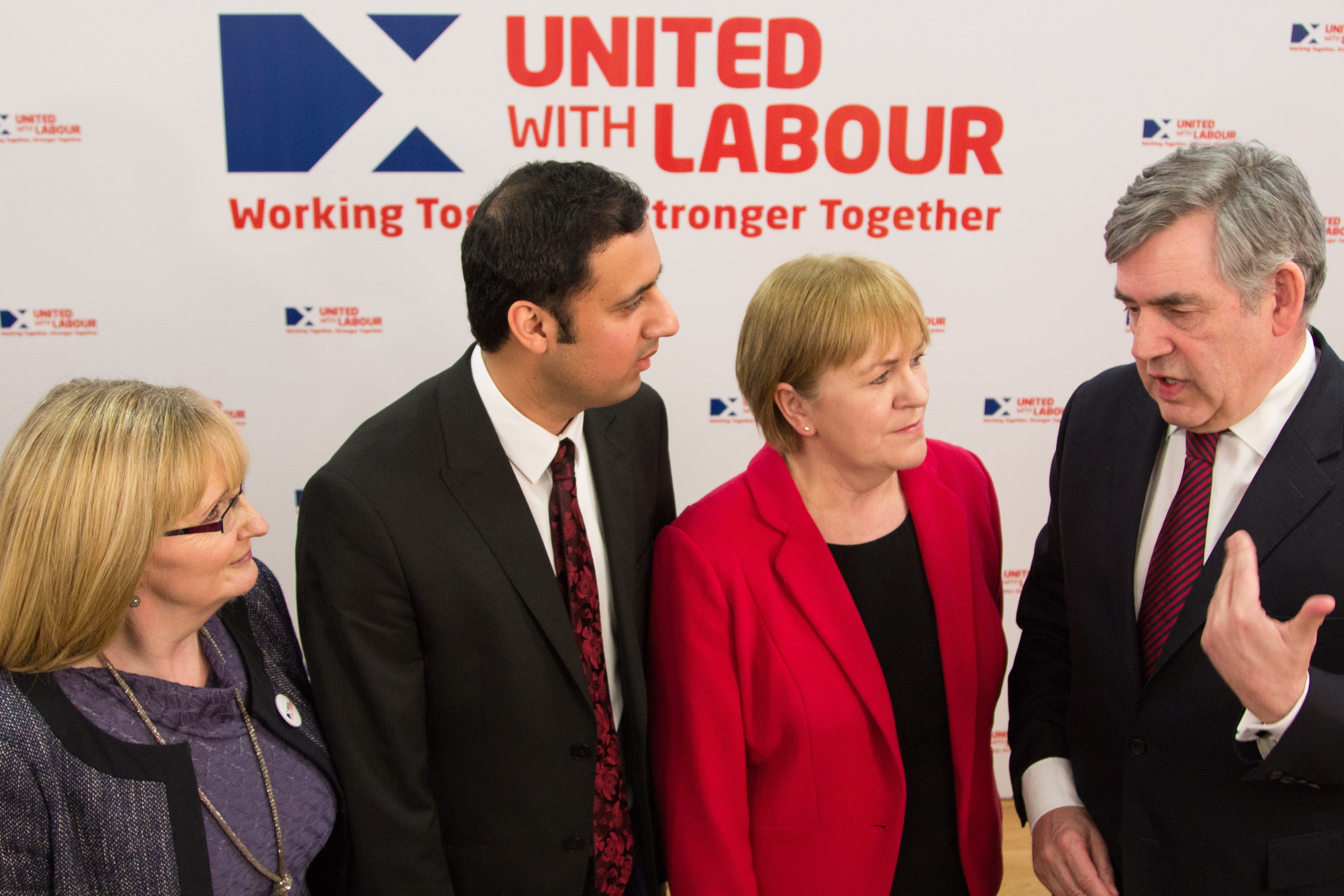
Margaret Curran, Sarwar, Johann Lamont et Gordon Brown lors du lancement de United with Labor

En décembre 2011, Sarwar est élu chef adjoint du Parti travailliste écossais avec 51,10% des voix . En 2012, il est nommé pour coordonner la campagne référendaire sur l'indépendance écossaise de 2014 du Scottish Labour . La campagne, aux côtés de Better Together, est finalement couronnée de succès, l'Écosse votant à 55% contre 45% pour rester au Royaume-Uni. Cependant, les travaillistes écossais sont pratiquement anéantis lors d'une victoire écrasante du SNP aux élections générales de 2015. À la suite de la démission de Johann Lamont le 25 octobre 2014, Sarwar devient chef par intérim jusqu'à ce qu'un nouveau chef soit élu. Le 30 octobre, il démissionne de son poste de chef adjoint lors d'une réunion publique du parti travailliste à Glasgow.

### Début du mandat en tant que membre du Parlement écossais: 2016-2021
Sarwar est élu membre supplémentaire lors des élections du Parlement écossais de 2016 pour la région de Glasgow. En 2016, il est nommé porte-parole travailliste écossais pour la santé et le sport. En septembre 2017, il annonce qu'il se présenterait à la direction du Parti travailliste écossais à la suite de la démission de Kezia Dugdale . Il perd finalement face à son adversaire, Richard Leonard. Le 4 octobre 2018, il est limogé de son poste de porte-parole de la santé et des sports, déclarant qu'il n'a appris le limogeage que sur Twitter .
En novembre 2020, Sarwar est nommé porte-parole travailliste écossais pour la Constitution .

### Chef du Parti travailliste écossais: 2021-présent
À la suite de la démission de Richard Leonard en 2021, Sarwar est élu chef du parti travailliste écossais, remportant 57,56% des voix . Sarwar et certains médias suggèrent que cela fait de lui le premier membre d'une minorité ethnique à diriger un grand parti politique britannique , bien que The Spectator ait pointé du doigt des dirigeants politiques d'origine juive tels que Benjamin Disraeli, Michael Howard et Ed Miliband tout en reconnaissant qu'il est le premier musulman et personne d'origine asiatique .
Sarwar mène les travaillistes écossais aux élections du Parlement écossais de 2021, qui voient le pire résultat des travaillistes écossais depuis la décentralisation, avec deux députés travaillistes de moins que lors des élections précédentes . Bien qu'il ait été battu par la première ministre sortante Nicola Sturgeon dans Glasgow Southside, il est réélu en tant que MSP de liste pour la région de Glasgow .

## Idéologie
Décrit comme faisant partie de la droite politique du parti travailliste, Sarwar s'identifie comme un brownite et critique à la fois Tony Blair et Jeremy Corbyn . Il dit que l'ancien Premier ministre Gordon Brown est l'un de ses héros politiques. Quant à Blair, Sarwar a fortement critiqué la guerre en Irak, la qualifiant de "pire décision de politique étrangère de ma vie" .
Sarwar est opposé à la sortie de l'Union européenne et insiste sur le fait que le Royaume-Uni devait rester dans le marché unique afin de contrer les politiques d'austérité des conservateurs .
Bien qu'il ait critiqué Corbyn dans le passé, Sarwar insiste sur le fait que ses plans économiques seraient "encore plus progressistes et radicaux" que ceux de Corbyn et John McDonnell .

## Vie privée
Sarwar est marié à Furheen, qui travaille comme dentiste au NHS, et le couple a trois enfants. Il est musulman . Il possède un quart des parts de l'entreprise familiale de vente en gros de cash-and-carry; sa part est évaluée en 2016 entre 2,7 et 4,8 millions de livres sterling . En septembre 2017, Sarwar transfère sa participation dans une fiducie discrétionnaire au profit de ses trois jeunes enfants, de sorte qu'il ne peut pas accéder personnellement aux actifs ou aux dividendes.
Il est le président de la Fondation Sarwar et est abstinent ,.